# Eilema bipunctata
Eilema bipunctata là một loài bướm đêm thuộc phân họ Arctiinae, họ Erebidae.